# فرانسوا پسر صحرا

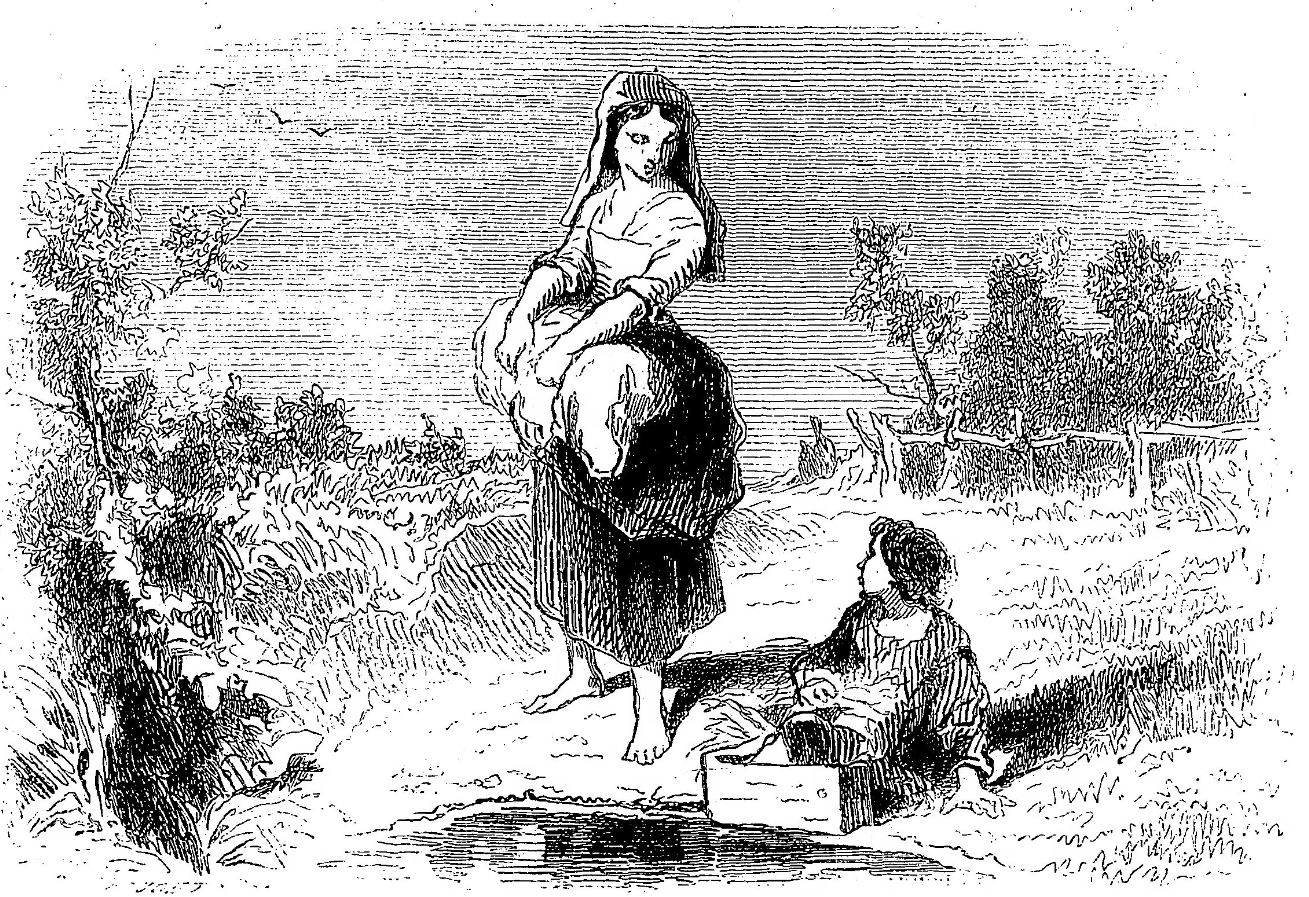

فرانسوا پسر صحرا (François le champi) رمانی فرانسوی است اثر ژرژ ساند که در سال ۱۸۴۸ منتشر شد.
فرانسوا بچه‌ای سرراهی است که آسیابان و همسر مهربانش، مادلن، او را بزرگ می‌کنند؛ عاقبت آسیابان سنگدل او را از خانه بیرون می‌اندازد، ولی مدتها بعد، پس از مرگ آسیابان، فرانسوا به خانه باز می‌گردد و با مادلن ازدواج می‌کند.